# Нджоломоле
Нджоломо́ле (англ. Njolomole) — традиційна громада у складі дистрикту Нтчеу Центрального регіону Малаві.
Населення — 71003 особи (2018).